# 中国伊斯兰教经学院
中国伊斯兰教经学院是全国性的伊斯兰教专业院校，是培养年轻阿訇、毛拉（穆斯林中的德高望重者或学者）的高等学府。1955年由中国伊斯兰教协会创办，成立于北京，校址位于北京回民学院内，和中国伊斯兰教协会毗邻。现校址由国家拨款于1958年建成，位于北京回民聚集的牛街地区南横西街103号。

## 历史
1954年4月，中国伊协在京委员（扩大）会议决定创建中国伊斯兰教经学院。1955年3月，中国伊斯兰教经学院正式成立。同年9月，经学院首届本科班开学，学生由回民学院阿拉伯语专修班转来，入学时直接升入三年级。1957年12月26日，中国伊斯兰教经学院首届本科班毕业，26名毕业生中的陈广元、马忠杰、马云福、杨宗山、李华英等人后来成为中国伊斯兰教界领袖。1958年3月1日，经国务院总理周恩来批准建设的中国伊斯兰教经学院教学楼和学生宿舍楼竣工，师生迁入新校舍。
“文革”期间，中国伊斯兰教经学院停办。根据中发〔1980〕22号文件关于恢复各地宗教院校的指示，1980年7月中国伊协决定“尽快恢复中国伊斯兰教经学院”，同年12月开办第一期在职阿訇进修班。1982年11月5日，经学院首批本科（五年制）学生42人举行开学典礼。

## 办学宗旨
培养热爱社会主义祖国、拥护社会主义制度、具有较高宗教学识和阿拉伯语水平、汉语文化水平的伊斯兰专业人才。

## 招生对象
信仰伊斯兰教，爱国爱教，具有高中文化程度（含同等学历）并具备一定伊斯兰教基础知识的18—24周岁男性穆斯林。

## 课程设置

### 伊斯兰教专业课
约占全部课程的70%。设有《古兰经》注释、古兰学、古兰诵读学、伊斯兰教教法、教法原理、教法史、教义学、圣训、圣训学、中外伊斯兰教史、阿拉伯语、阿文书法、教务实习等。

### 大学文科基础课
约占全部课程的30%。包括邓小平特色理论、中国革命史和爱国主义教育课、大学语文、写作、历史、地理、计算机、体育等

## 历任院长
名誉院长
- 马松亭（1980年－1992年）

院长
- 马玉槐（1955年－？）
- 达浦生（？－？）
- 张杰（？－1966年）
- 沈遐熙（1980年－1995年）
- 安士伟（1995年－1998年）
- 陈广元（2000年－？）
- 杨发明[4]

## 历任委员

### 第一届
- 主任：陈广元
- 副主任：阿荣汗阿吉、马云福（兼执行秘书）
- 委员：艾伯都拉大毛拉、尤努斯·库尔班大毛拉、沙地克卡日阿吉、马贤、谢生林、哈吉亚克巴尔·黄吾尔、尼亚孜卡日阿吉、马长庆、马安泰、马人斌、敏生光、马开贤、吕金虎
- 秘书组：马云福、阿地里江·阿吉克力木、金汝彬、马中平、马利强、从恩霖

### 第二届
- 主任：陈广元
- 副主任：阿不力提甫·阿不都热依木、马云福（兼执行秘书）
- 委员：谢生林、马贤、哈吉亚克巴尔·黄吾尔、马长庆、马安泰、敏生光、吕金虎、居马·达吾提、阿布都卡德尔·吾玛尔大毛拉、尼亚孜卡日阿吉、马开贤、从恩霖、阿地里江·阿吉克力木、热合木吐拉·依达也提
- 秘书组：马云福、阿地里江·阿吉克力木、从恩霖、马中平、金汝彬、穆哈塔热木·谢日甫

### 第三届
- 主任：陈广元
- 副主任：阿不力提甫·阿不都热依木、阿地里江·阿吉克力木（兼执行秘书）
- 委员：哈吉亚克巴尔·霍恩尔、居玛·塔依尔、马开贤、马文云、马长庆、马寿新、杨发明、吕金虎、热合木吐拉·依达也提、从恩霖、金宏伟、阿布都热克甫·吐木尼牙孜、穆哈提热木·西日甫、阿布都热西提·里提普、余崇仁、阿布都西克尔·热合木都拉
- 秘书组：
  - 组长：阿地里江·阿吉克力木
  - 副组长：金汝彬、从恩霖、穆哈提热木·西日甫
  - 成员：马中平、马利强、杨志中、马卫伟、杨会营、穆卫宾、伊利亚斯、马海洋、西哈布丁·艾海提、亚克甫·艾则孜

## 杰出校友
前任（2000年-2016年）中国伊斯兰教协会会长陈广元，中国伊斯兰教协会副会长、原新疆伊斯兰教经学院院长买买提·赛来。